# Theope pedias
Theope pedias är en fjärilsart som beskrevs av Herrich-Schäffer 1853. Theope pedias ingår i släktet Theope och familjen Riodinidae. Inga underarter finns listade i Catalogue of Life.

## Bildgalleri

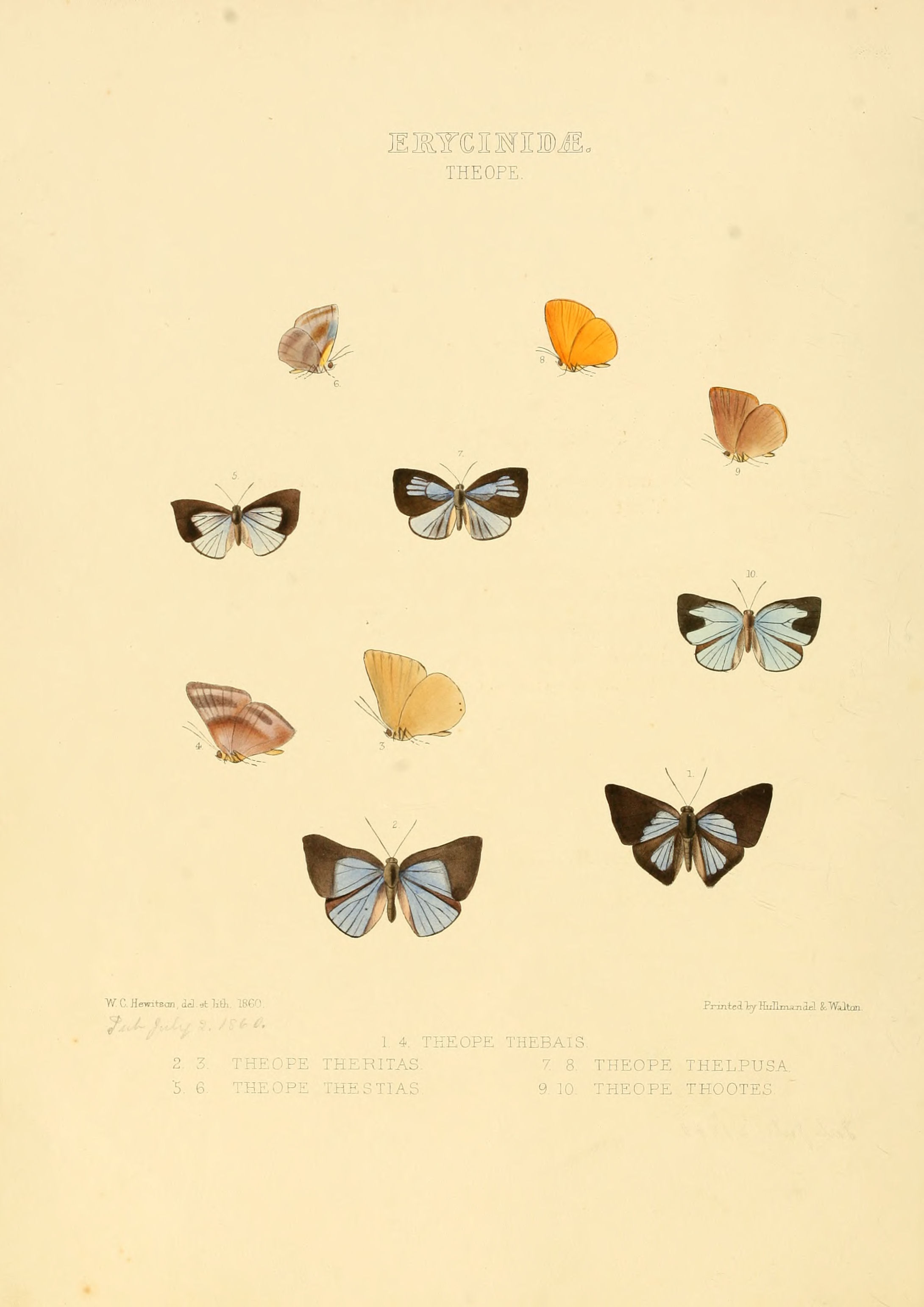